# Kościół św. Leonarda w Wojniczu
Kościół świętego Leonarda – rzymskokatolicki kościół filialny należący do parafii św. Wawrzyńca w Wojniczu.

## Historia
Według zapisków anonimowych wydrukowanych w 1904 r. pierwsza świątynia na tym miejscu miała powstać w XII w. ok. 1112 roku. Przy kościele św. Leonarda był szpital dla ubogich wspomniany już w dokumencie biskupa Jana Lutkowica w 1465 roku. Szpital posiadał własne gospodarstwo, konie i krowy oraz ziemię rolną. Kapituła wojnicka sprawowała duszpasterstwo dla szpitala ubogich w Wojniczu. Kościół szpitalny otrzymał prawa prepozytury szpitalnej, a prepozytem był altarzysta św. Anny: np. w 1508 roku przebywało w szpitalu dwunastu ubogich.

## Budowla
Obecna świątynia została wybudowana lub przebudowana w XVII wieku. W latach 1892-93 została gruntownie wyremontowana, w tym czasie została również oszalowana. 
Jest to budowla drewniana, posiadająca konstrukcję zrębową i oszalowana. Świątynia posiada jedną nawę, z prezbiterium zamkniętym trójbocznie, przy którym od strony północnej znajduje się zakrystia. Nawa jest szersza, wzniesiona na planie prostokąta, posiada przedsionek od strony zachodniej. Prezbiterium nakrywa strop płaski, natomiast nawę nakrywa pozorne sklepienie kolebkowe, z płaskimi odcinkami stropowymi z lewej i prawej strony. Prezbiterium i nawa posiadają dach dwuspadowy, pokryty gontem, posiada on wspólną kalenicę, na dachu znajduje się wieżyczka na sygnaturkę z latarnią, zakrystia jest nakryta dachem pulpitowym.

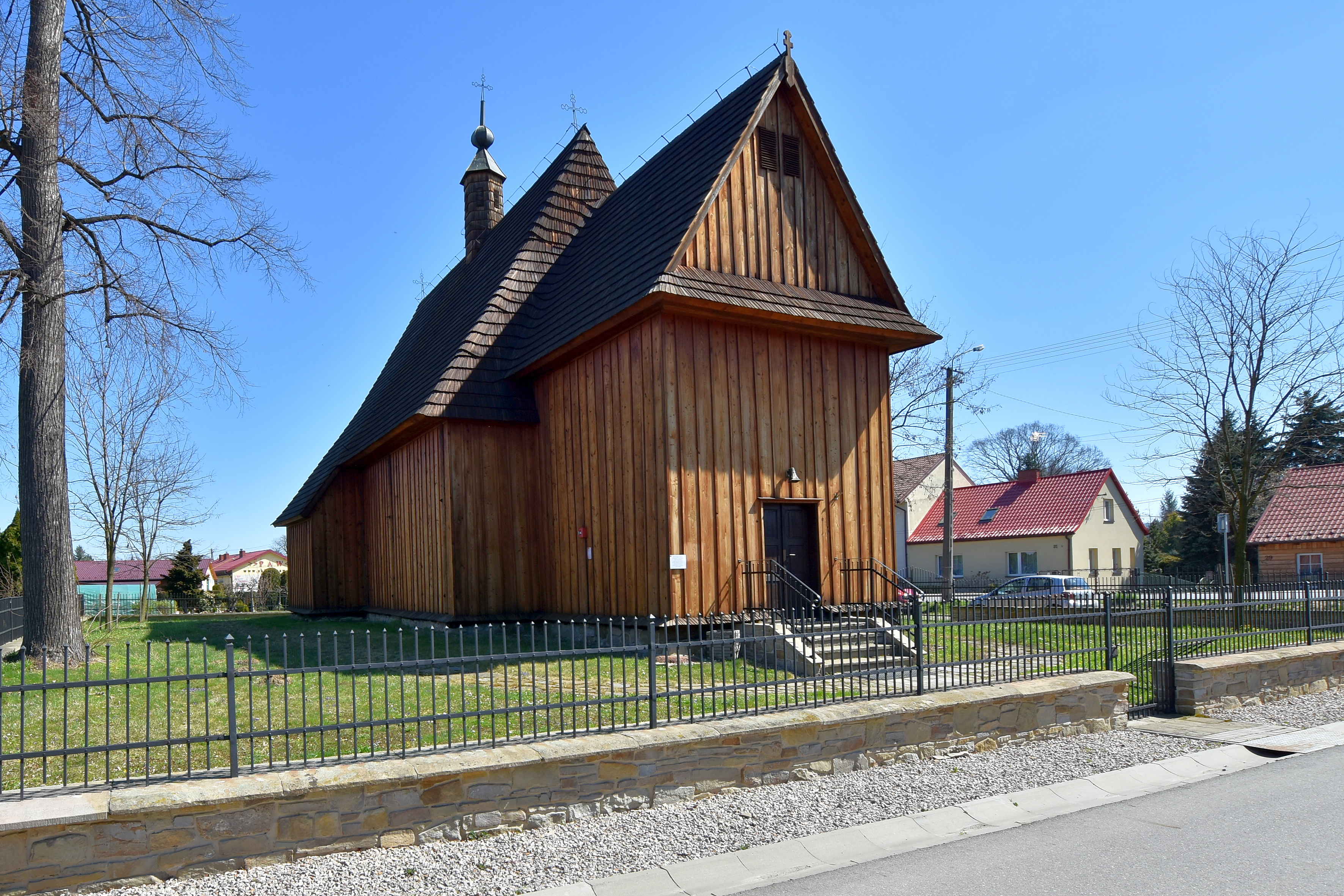
Elewacja frontowa
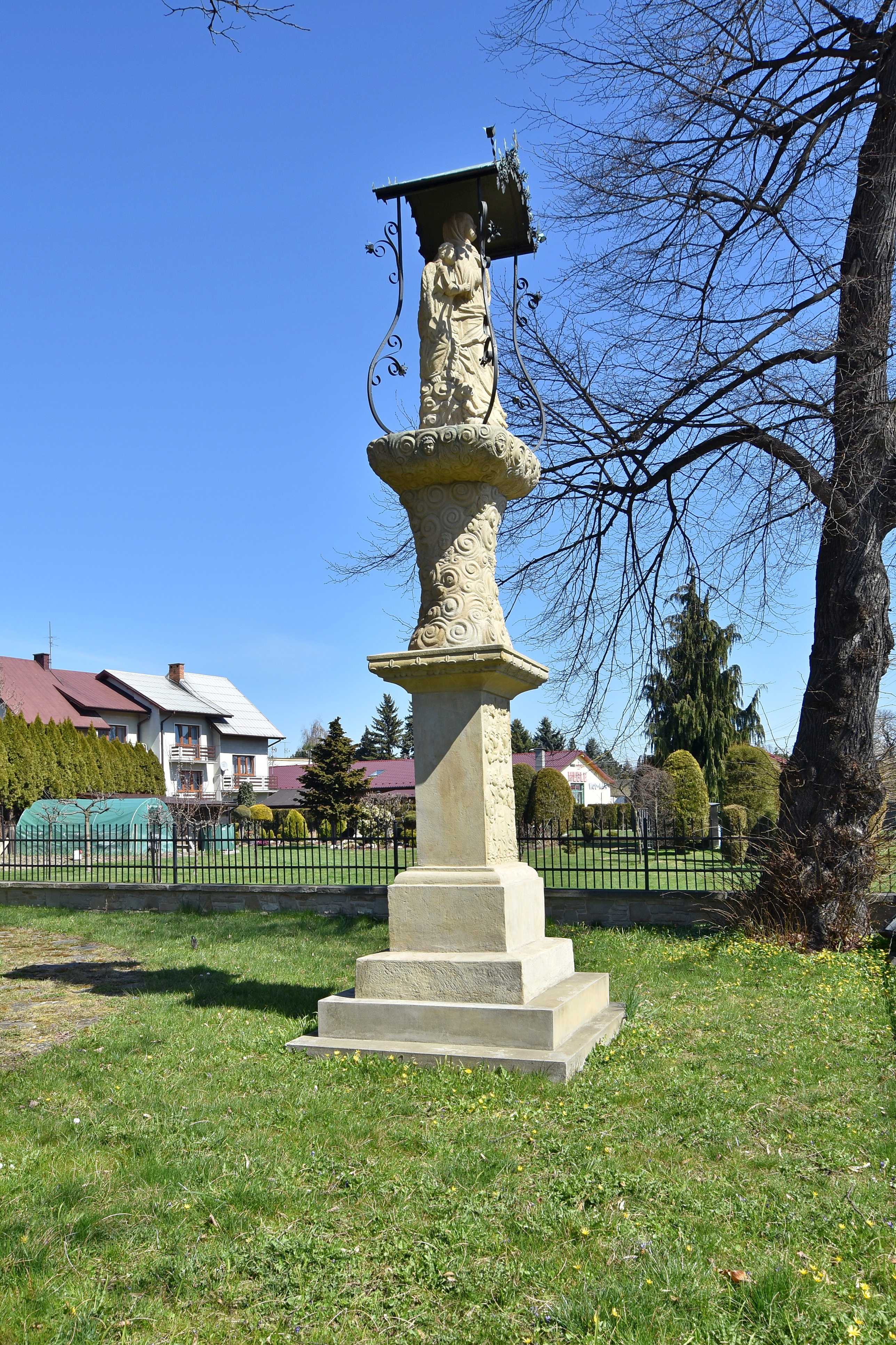
Otoczenie
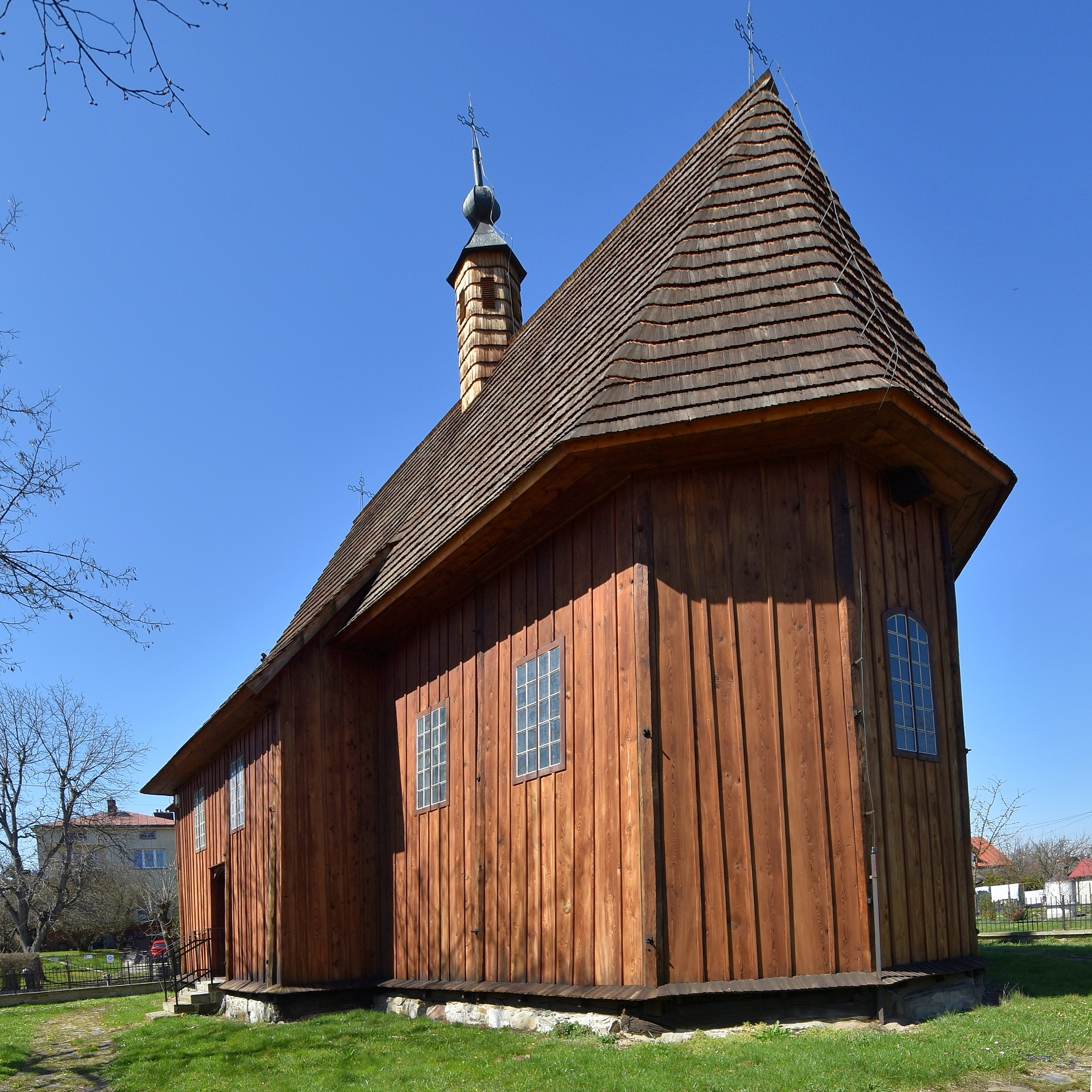
Widok od strony prezbiterium